# Leľa
Leľa (en hongarès Leléd) és un poble i municipi d'Eslovàquia que es troba a la regió de Nitra, al sud-oest del país a la frontera amb Hongria, format per l'Ipeľ. Al cens de 2011, 82% de la població eren de parla hongaresa.

## Història
La primera menció escrita de la vila es remunta al 1262. Fins a la fi de la Primera Guerra Mundial i de 1938 a 1945, en aplicació del primer arbitratge de Viena, pertanyia al Regne d'Hongria.

## Demografia
| Godina             | 1994 | 2004   | 2014    | 2024   |
| ------------------ | ---- | ------ | ------- | ------ |
| Nombre de persones | 376  | 400    | 323     | 318    |
| Diferència         |      | +6,38% | −19,25% | −1,54% |

| Godina             | 2023 | 2024   |
| ------------------ | ---- | ------ |
| Nombre de persones | 319  | 318    |
| Diferència         |      | −0,31% |